# Asellius Aemilianus
Asellius Aemilianus († 193 bei Kyzikos) war ein römischer Senator und Statthalter der Provinz Asia. Im zweiten Vierkaiserjahr 193 unterstützte er Pescennius Niger.
Über den Beginn seiner Laufbahn ist kaum etwas bekannt; es ist anzunehmen, dass er die niedrigeren Ämter des cursus honorum bekleidete. Unter Mark Aurel war er zwischen 176 und 180 als Statthalter in Thrakien tätig. Ungefähr 177 war er Suffektkonsul. Über das nächste Jahrzehnt seines Wirkens ist nichts bekannt, möglicherweise musste er sich erst mit Mark Aurels Sohn und Nachfolger Commodus arrangieren. 188 ist er als Statthalter von Syrien nachgewiesen, einer wichtigen Grenzprovinz, in der zwei Legionen stationiert waren, die legio III Gallica und die legio IIII Scythica. 192/193 war er als Prokonsul für die Verwaltung der Provinz Asia im Westen Kleinasiens zuständig.
Dort geriet er zwischen die Fronten des Bürgerkriegs, der nach dem Tod des Kaisers Pertinax ausbrach. Asellius versuchte zunächst, im Konflikt zwischen seinem Verwandten Clodius Albinus, Septimius Severus und seinem Nachfolger als Statthalter von Syrien, Pescennius Niger, neutral zu bleiben. Als jedoch Severus die Kontrolle über die Hauptstadt Rom erlangt hatte und sich nach Osten wandte, musste Asellius sich für eine Seite entscheiden. Er schlug sich auf die Seite des Pescennius Niger, der ihn mit einer Armee aus Legionären und Freiwilligen nach Kyzikos am Südufer des Marmarameers sandte. Dort konnte Asellius die Landung der Truppen des Severus nicht verhindern. Auf der Flucht vom Schlachtfeld wurde er getötet.